# Sheila Avilés i Castaño
Sheila Avilés i Castaño (Santa Margarida de Montbui, 7 de juliol de 1993) és una atleta catalana de curses de muntanya especialista en skyrunning. Va guanyar les Skyrunner World Series 2017 i 2019 en la modalitat Sky Classic. El 2017 també va guanyar la medalla de bronze al Campionat d'Europa de Skyrunning.

## Copa del Món
| Temporada | Data         | Cursa               | Lloc    | Disciplina  |
| --------- | ------------ | ------------------- | ------- | ----------- |
| 2017      | 30 de juliol | SkyRace Comapedrosa | Arinsal | Sky Classic |

## 2019
A la temporada 2019 se centrà en el circuit de les Skyrunner World Series. Fou quarta a la Mt Awa SkyRace, abans d'acabar en la classificació general guanyant la Livigno Skymarathon i la Buff Epic Trail 42K, dues curses de SuperSky. Va guanyar la classificació provisional després de la seva gran victòria a la SkyRace Coma Pedrosa i, finalment, va guanyar la classificació general.
|                  | Cursa                                                       | Distància | Data             | Temps           |
| 4a               | Mt Awa SkyRace                                              | 27 km     | 21 abril 2019    | 2 h 29 min 12 s |
| Medalla d'or     | Livigno Skymarathon                                         | 34 km     | 15 juny 2019     | 3 h 52 min 40 s |
| Medalla d'or     | Buff Epic Trail 42K                                         | 42 km     | 14 juliol 2019   | 4 h 37 min 40 s |
| Medalla d'or     | SkyRace Coma Pedrosa                                        | 21 km     | 28 juliol 2019   | 3 h 01 min 38 s |
| Medalla d'argent | ZacUp SkyRace                                               | 27 km     | 15 setembre 2019 | 3 h 14 min 08 s |
| Medalla d'argent | SkyMasters                                                  | 27 km     | 19 octubre 2019  | 3 h 42 min 13 s |
| 5a               | Campionat del Món de curses de muntanya de llarga distància | 41,5 km   | 16 novembre 2019 | 3 h 56 min 19 s |